# Университет Аджу
Университет Аджу (Аджу Тэхаккё) (хангыль 아주 대학교) — университет, расположенный в городе Сувон, Южная Корея. Основан в 1973 году, в 2004 году в нём училось около 11 тысяч студентов. ВУЗ специализируется в области техники, медицины и информационных технологий.
В университете работает больница для иностранных граждан.

## Структура университета
- Технический колледж
- Медицинский колледж
- Колледж управления
- Колледж информационных и компьютерных наук
- Колледж гуманитарных наук
- Колледж естественных наук
- Колледж социальных наук

## Внешние ссылки
- Официальный сайт